# Тринидад и Тобаго на летних Олимпийских играх 1964
Тринидад и Тобаго принимали участие в Летних Олимпийских играх 1964 года в Токио (Япония) в пятый раз за свою историю, и завоевали две бронзовые и одну серебряную медали. 

## Серебро
- Лёгкая атлетика, мужчины, 400 метров — Венделл Моттлей.

## Бронза
- Лёгкая атлетика, мужчины, 200 метров — Эдвин Робертс.
- Лёгкая атлетика, мужчины, 4х400 метров  — Эдвин Скиннер, Кент Бернард, Венделл Моттлей и Эдвин Робертс.